# Политическое соглашение
Политическое соглашение (англ. Treaty; agreement, contract) — договоренность, как правило, письменная, о взаимных обязанностях сторон, о взаимодействии субъектов политического процесса.
Политические соглашения заключаются между политиками, политическими партиями, общественными организациями, ветвями власти, отдельными государствами.
Международные политические соглашения заключают и подписывают уполномоченные представители государств (главы государств, правительств), после чего они должны быть ратифицированы (одобрены) парламентами соответствующих стран.

## Источник
- Рябов С. Г. Політологія: словник понять і термінів. 2-ге вид., перероб. і допов. К., 2001. (укр.)